# Église Saint-Eutrope de Clermont-Ferrand
Pour les articles homonymes, voir Église Saint-Eutrope.
L'église Saint-Eutrope de Clermont-Ferrand (glèisa Sant Eutròpi en occitan) est une ancienne collégiale située à Clermont-Ferrand, dans le département du Puy-de-Dôme.
Cette église est inscrite au titre des monuments historiques depuis 1986.

## Historique
L'église actuelle a été construite entre 1858 et 1862 ; elle est de style néo-gothique. Elle a remplacé un édifice médiéval qui datait probablement du XIIe siècle et qui fut détruit en 1858.
L'édifice a fait l'objet d'un important chantier de rénovation qui s'est achevé en 2015.

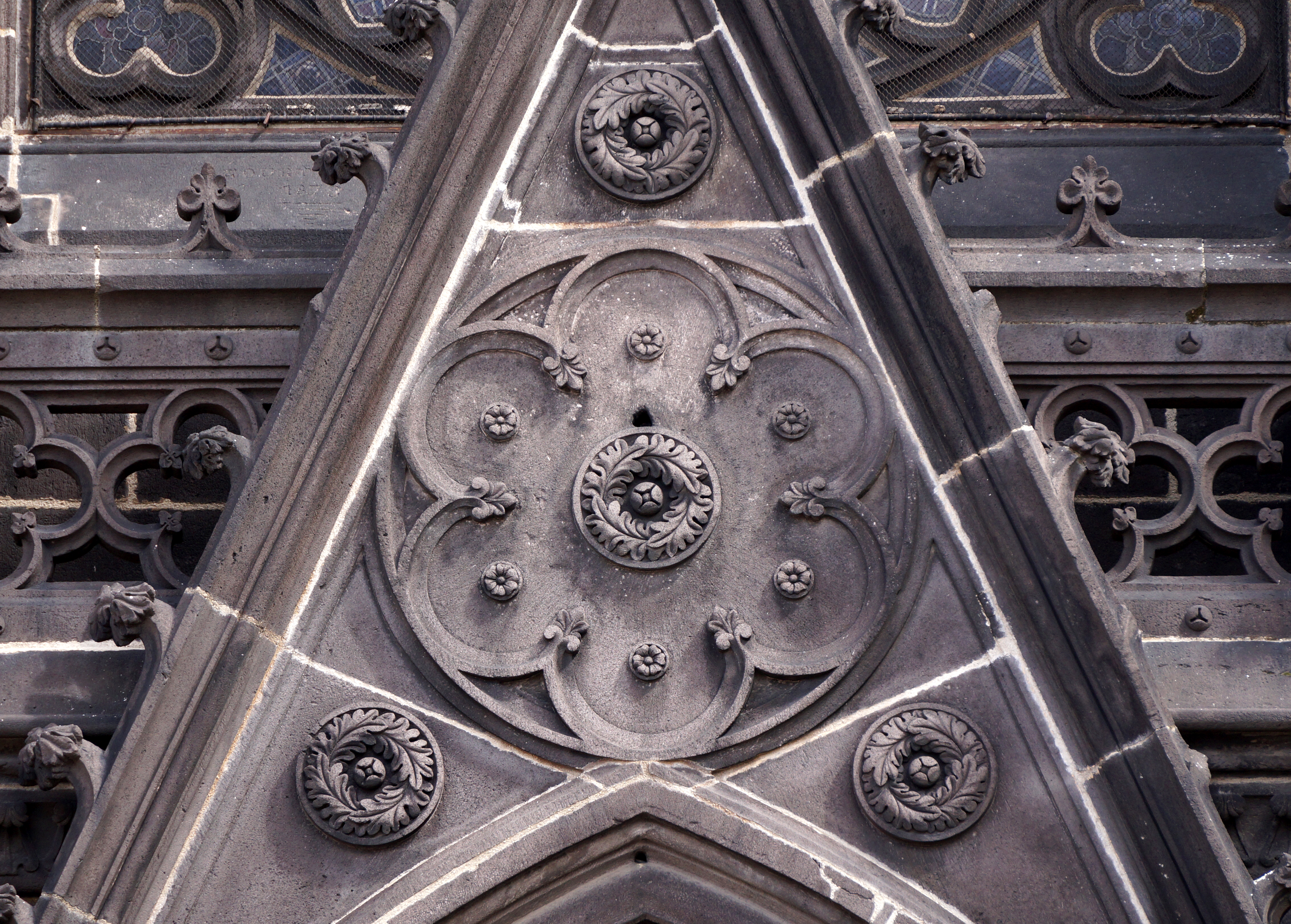
Gâble rénové en 2015.

## Galerie

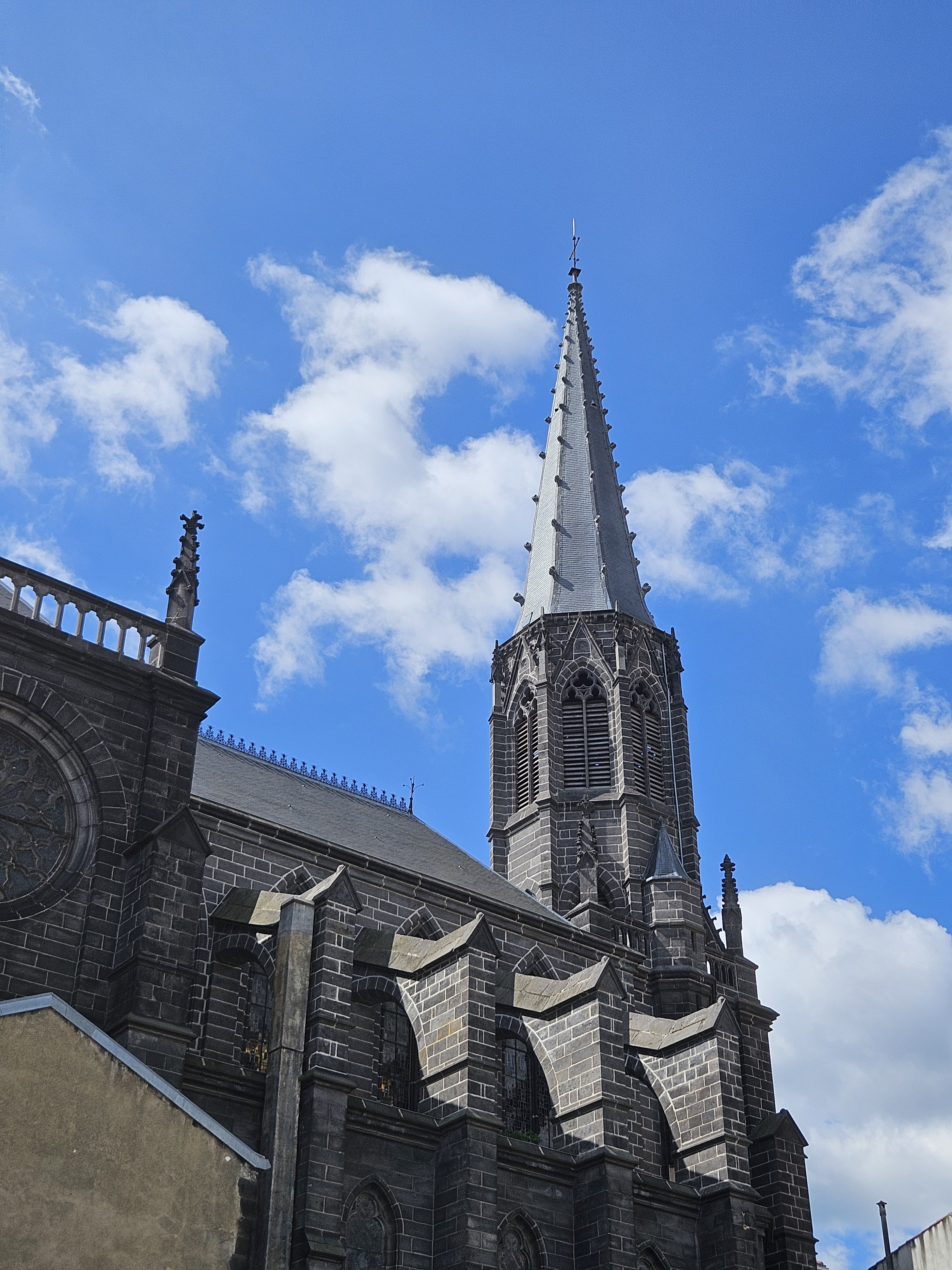
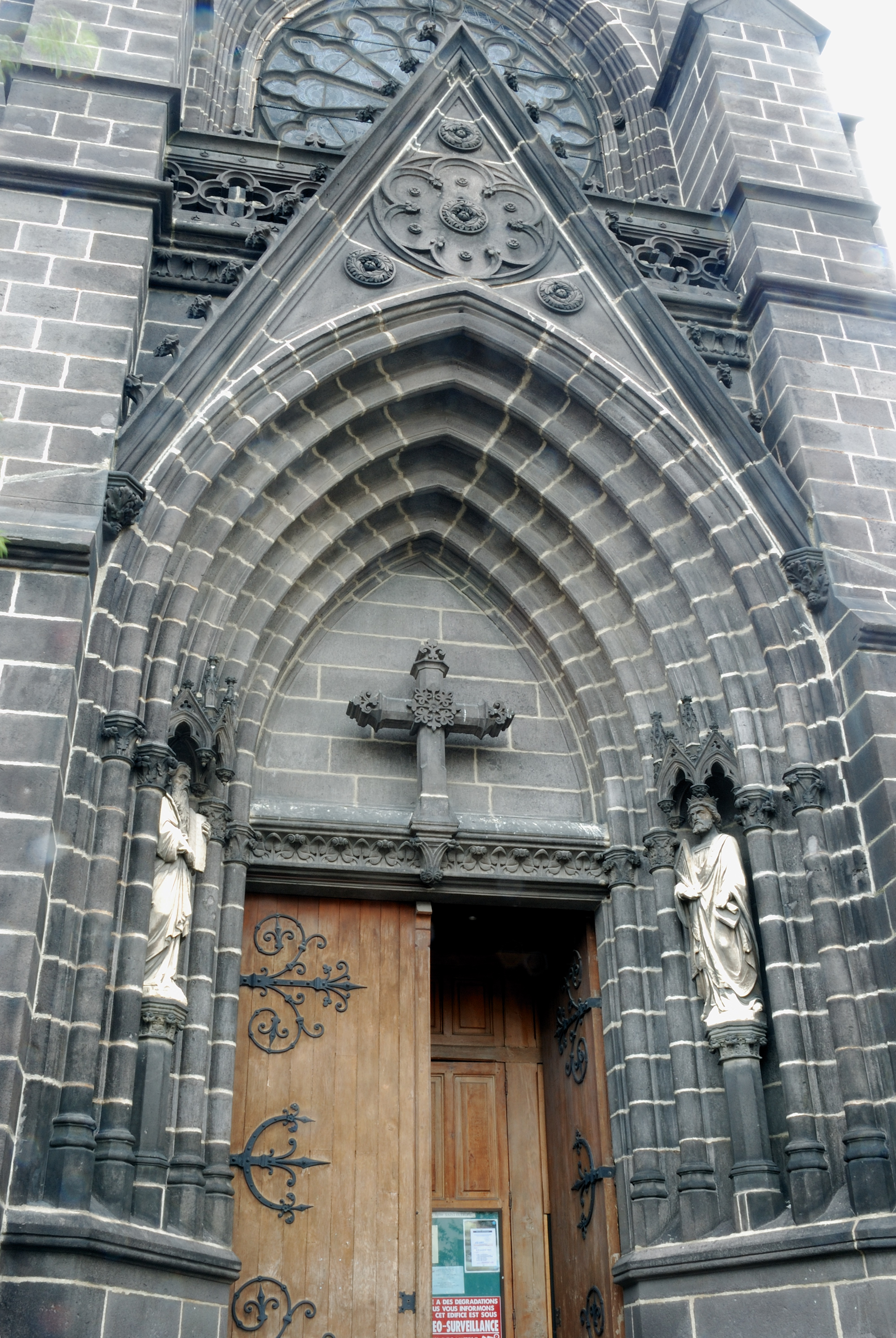
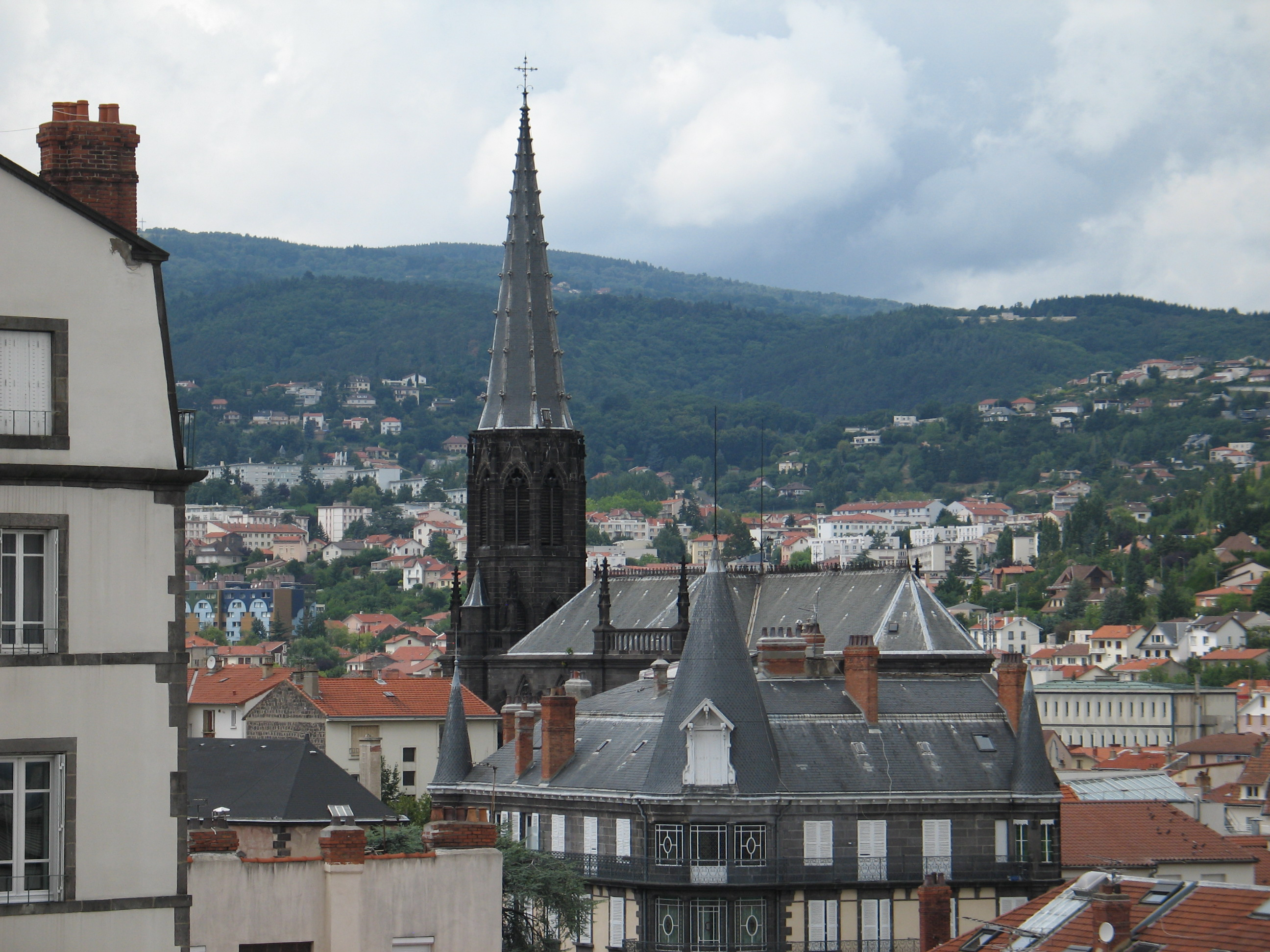